# UFC 70
UFC 70: Nations Collide è stato un evento di arti marziali miste tenuto dalla Ultimate Fighting Championship il 21 aprile 2007 alla Evening News Arena di Manchester, Regno Unito.

## Retroscena
Si tratta del secondo evento UFC tenutosi nel Regno Unito ed in generale in Europa, ed avvenne a distanza di quasi cinque anni dal primo, ovvero UFC 38: Brawl at the Hall.
Il main match tra Mirko Filipović e Gabriel Gonzaga avrebbe determinato il nuovo contendente al titolo dei pesi massimi UFC che era nelle mani di Randy Couture.
Lyoto Machida avrebbe dovuto affrontare Forrest Griffin, ma quest'ultimo diede forfait a causa di un'infezione e venne sostituito con David Heath.

## Risultati

### Card preliminare
- Incontro categoria Pesi Welter:  Paul Taylor contro  Edilberto de Oliveira

Taylor sconfisse de Oliveira per KO Tecnico (colpi) a 0:37 del terzo round.
- Incontro categoria Pesi Welter:  Jess Liaudin contro  Dennis Siver

Liaudin sconfisse Siver per sottomissione (armbar) a 1:19 del primo round.
- Incontro categoria Pesi Mediomassimi:  Alessio Sakara contro  Victor Valimaki

Sakara sconfisse Valimaki per KO Tecnico (colpi) a 1:44 del primo round.
- Incontro categoria Pesi Leggeri:  Junior Assunção contro  David Lee

Assunção sconfisse Lee per sottomissione (strangolamento da dietro) a 1:55 del secondo round.
- Incontro categoria Pesi Leggeri:  Terry Etim contro  Matt Grice

Etim sconfisse Grice per sottomissione (strangolamento a ghigliottina) a 4:45 del primo round.

### Card principale
- Incontro categoria Pesi Massimi:  Cheick Kongo contro  Assuerio Silva

Kongo sconfisse Silva per decisione di maggioranza (29–28, 29–28, 28–28).
- Incontro categoria Pesi Mediomassimi:  David Heath contro  Lyoto Machida

Machida sconfisse Heath per decisione unanime (30–27, 30–26, 30–27).
- Incontro categoria Pesi Mediomassimi:  Michael Bisping contro  Elvis Sinosic

Bisping sconfisse Sinosic per KO Tecnico (colpi) a 1:40 del secondo round.
- Incontro categoria Pesi Massimi:  Andrei Arlovski contro  Fabrício Werdum

Arlovski sconfisse Werdum per decisione unanime (30–27, 30–27, 30–27).
- Incontro categoria Pesi Massimi:  Mirko Filipović contro  Gabriel Gonzaga

Gonzaga sconfisse Filipovic per KO (calcio alla testa) a 4:51 del primo round.

## Premi
Ai vincitori sono stati assegnati 30.000$ per i seguenti premi:
- Fight of the Night:  Michael Bisping contro  Elvis Sinosic
- Knockout of the Night:  Gabriel Gonzaga
- Submission of the Night:  Terry Etim